# Soap&Skin
Soap&Skin — експериментальний музичний проект австрійської художниці Анни Плаж (Anja Plaschg), яка народилася 5 квітня 1990 року.

## Життя
Анна Плаж виросла у невеликому містечку під назвою Попендорф у Південно-Східній Штирії, де її батьки мали ферму. Вона грала на фортепіано, коли їй було шість. У віці 14 років вона почала грати на скрипці і в неї з'явився інтерес до електронної музики. Вона вчилася в Граці в політехнічному коледжі графічного дизайну, але кинула навчання в 16 років. Одразу після цього вона переїхала до Відня. Там вона навчалась в Академії витончених мистецтв у класі Даніеля Ріхтера, але в 18 років знову кинула.
Такі музиканти, як Xiu Xiu, Cat Power, Björk, Nico, Aphex Twin і композитори, як Сергій Рахманінов або Arvo Pärt вплинули на формування її музичного стилю.
Після того як вона дала декілька концертів її вже охрестили "Вундеркіндом". У 2008 році вона зіграла німецьку співачку Ніко в п'єсі "Nico — Sphinx aus Eis" Вернер Фрича у Берліні та Відні, виконуючи кілька пісень в ньому, у тому числі «Двірник божевілля», з її першого альбому.
Її перший альбом, названий Lovetune for Vacuum був випущений в березні 2009 року.  Він отримав відмінні відгуки та потрапив в австрійський Top 10. Альбом також досяг позиції в чартах в Німеччині, Бельгії та Франції. Музичні критики стверджували, що побачили в ній нову зірку австрійської поп-музики. У 2010 році вона виграла European Border Breakers Award.
У 2010 її пісня "Mr Gaunt Pt 1000" була використана в рекламному ролику для Mondeo Ford. У французькому фільмі 2010  "Mes chères études" (також відомий як "Student Services"), пісня під назвою "The Sun" грала під час титрів. Її пісні "Brother of Sleep" і "Marche Funèbre" були використані в саундтреку до триллеру War Games: At the End of the Day in 2010, знятого Universal Pictures.
Смерть батька в 2009 році стало одним з ключових елементів її міні-альбому Narrow, який був випущений в лютому 2012 року.
У 2012 році вона дебютувала як актриса, зігравши роль головної героїні Кармен в австрійському фільмі Stilleben (англ. Still Life).

## Дискографія
Альбоми
- 2009: Lovetune for Vacuum (Couch Records/PIAS Records) - Austria #5, Germany #47
- 2012: Narrow (Soap&Skin Album)|Narrow

EPs
- 2008: Untitled (Soap&Skin EP)|Untitled (4-Track-EP) (Couch Records/PIAS Records)
- 2009: Marche Funèbre (EP)|Marche Funèbre (3-Track-EP) (Couch Records/PIAS Records)
- 2013: Sugarbread (EP)|Sugarbread (3-Track-EP) (PIAS Records)

Сингли
- 2009: Spiracle (7" Vinyl) (Couch Records/PIAS Records) - Austria #45
- 2009: Mr. Gaunt PT 1000 (Couch Records/PIAS Records) - Austria #60
- 2009: Cynthia (Couch Records)

## Фільмографія
- 2012 : Stillleben (Still Life), as Carmen[9]

## Зовнішні посилання
- Офіційний сайт
- Soap&Skin на сайті myspace.com (англ.)
- Solfo Music [Архівовано 10 грудня 2013 у Wayback Machine.]